# Ratte du Touquet
Pour les articles homonymes, voir Touquet (homonymie).
Ratte du Touquet est une marque commerciale de pommes de terre créée par la société Les Touquet Plants à partir de la variété « ratte ». Cette société est une filiale de la société danoise Danespo. Elle est cultivée exclusivement dans le nord de la France. Cette pomme de terre à la forme oblongue et noueuse, doit son nom à sa forme, semblable à celle d'une souris. On dit également qu'elle possède la forme d'un cornichon. Pomme de terre à chair ferme et au goût empruntant à celui de la châtaigne[Selon qui ?], elle est particulièrement appréciée par les gastronomes et cuisinée par plusieurs grands chefs.

## Historique

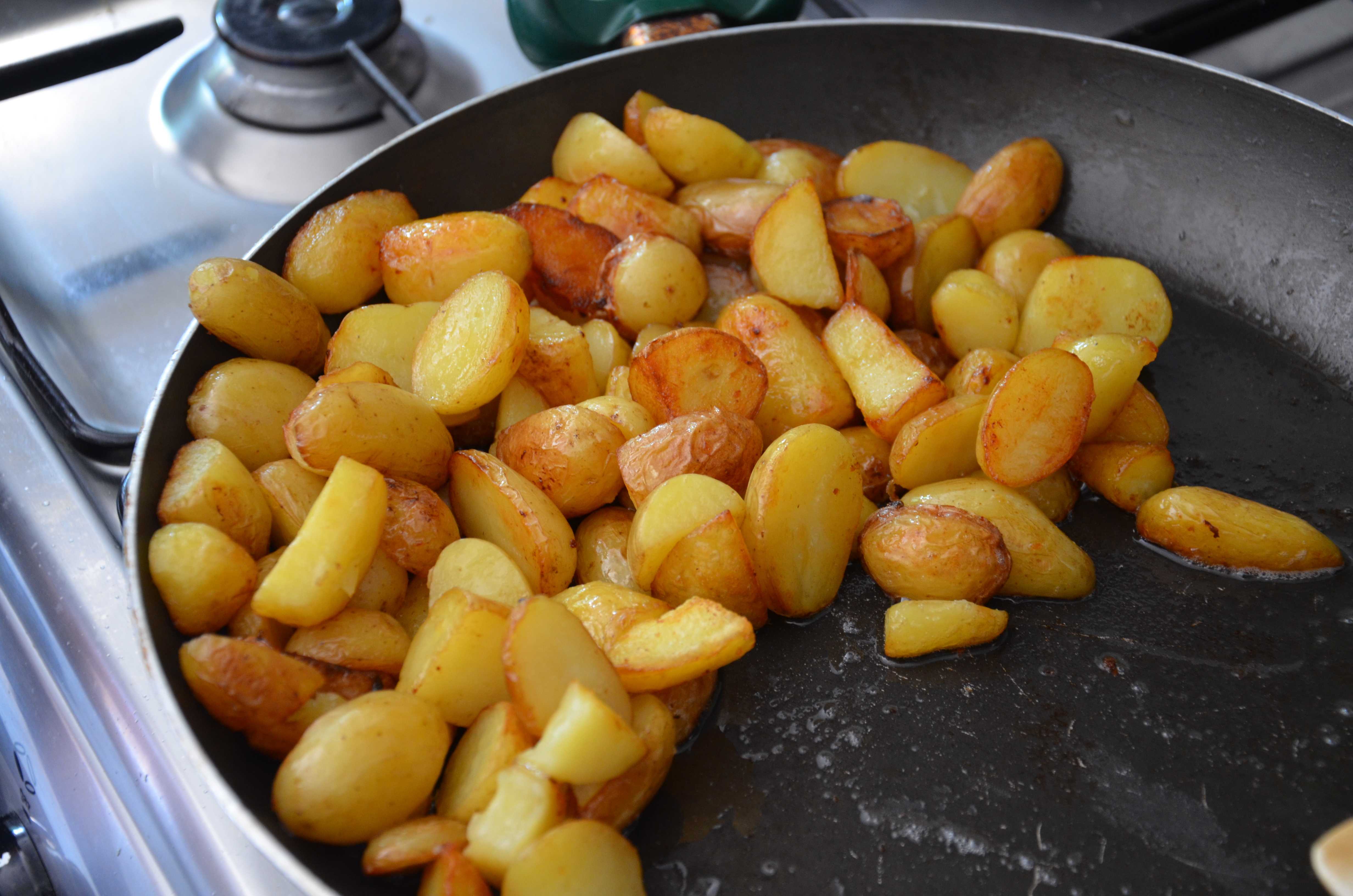
Rattes du Touquet rissolées dans un mélange d'huile et de beurre.

### La ratte
La ratte, aussi appelée « corne de bélier » est une vieille variété de pomme de terre originaire du Lyonnais et des départements de l'Ardèche et de la Haute-Loire. On ne connaît ni son origine ni son âge exacts. Les plus anciennes traces de cette pomme de terre ont été retrouvées dans d’anciens traités d’horticulture des années 1870 et dans le catalogue de la maison Vilmorin en 1922. Son inscription officielle au catalogue français date de 1935.

### Création de la marque Ratte du Touquet
Sur le point d'être laissée à l'abandon en raison de sa petite taille, sa sensibilité aux maladies et son faible rendement, la ratte a été rapportée dans le nord de la France par un ingénieur de la station variétale de Versailles, M. Malmonté, et régénérée au Touquet en 1962 par un agriculteur : André Hennuyer. Quarante pieds de la variété sont plantés, dont un seul survit : le numéro 9. Au fil du temps, davantage de plants résistent pour atteindre, dans les années 1970, une plantation d'un peu plus de 30 hectares, ce qui attira l'attention d'autres producteurs.
André Hennuyer fonde « Les Touquet Plants » en 1969, une entreprise destinée à produire des plants pour les jardineries. Quelques années plus tard, il revend l'entreprise au semencier Ringot. En 1976, son gendre, Dominique Dequidt, prend la tête de l'entreprise et André Hennuyer quitte le monde de l'agriculture et de la production de plants.
En 1986, Dominique Dequidt s'associe avec deux autres producteurs de la région : Audouin de l’Épine et Jean-Pierre Guisset et ils baptisent ensemble leur pomme de terre : « la Ratte du Touquet ».
La même année, le chef Joël Robuchon conçoit une recette de purée à base de ratte, ce qui permit à la Ratte du Touquet d'asseoir sa renommée et de faire son entrée sur les plus grandes tables.
En 1991, Dominique Dequidt fonde « Touquet Savour », une entreprise destinée à la culture et à la commercialisation de la Ratte du Touquet.
En 2014, la Ratte du Touquet est cultivée par sept agriculteurs sur 250 ha. 5 500 tonnes de Ratte du Touquet sont produites annuellement.

## Propriété de la marque commerciale
- « RATTE DU TOUQUET », marque déposée à l'Institut national de la propriété industrielle (INPI) sous le numéro 1372305 le 25 avril 1986 et renouvelée depuis[6],
- « LA RATTE DU TOUQUET », marque déposée à l'Institut national de la propriété industrielle (INPI) sous le numéro 1374657 le 10 octobre 1986 et renouvelée depuis.

Ces deux marques ont été concédées le 3 août 1998 par licence à la société « Touquet Savour SARL ».

## Botanique
La Ratte du Touquet est une variété plutôt tardive à chair ferme. 
Son tubercule est de petite taille et de forme allongée, sa chair et sa peau fine sont de couleur jaune clair. Sa fleur est violette.
La Ratte du Touquet est cultivée exclusivement sur la Côte d'Opale et en Picardie, où elle trouve le climat doux et tempéré nécessaire à sa bonne culture.
Elle possède un rendement faible (25 tonnes/ha, trois à quatre fois moins que les variétés les plus performantes) et se déforme rapidement au contact de cailloux. Ses racines sont peu profondes (35 cm environ), ce qui la rend très sensible aux coups de chaleur et au stress hydrique. Enfin, elle ne supporte pas les chutes de plus de 30 cm.
Évolution de la production de Ratte du Touquet :
- 1985 : 150 tonnes
- 1986 : 500 tonnes
- 1991 : 1 200 tonnes
- 2008 : 4 300 tonnes, sur 240 hectares.

## Caractéristiques culinaires
Variété à chair ferme, la Ratte du Touquet convient particulièrement aux cuissons à la vapeur, à l'eau et rissolée. On peut la manger en robe des champs (cuite à la vapeur ou à l'eau, avec sa peau), la faire rissoler à la poêle entières, coupée en deux ou en morceaux dans un petit mélange d'huile et de beurre, ou encore la préparer en salade ou en purée. Elle possède un petit goût de châtaigne et une peau très fine.

## Commercialisation
Elle est actuellement commercialisée dans des conditionnements allant de 400 g (sachet micro-ondes) à 5 kg (bourriche vrac destinée aux grossistes). On la trouve en barquette, bourriche, filet, sachet, dans la plupart des enseignes de la grande distribution, chez les épiceries et dans les marchés.
Elle est répartie selon trois calibres : 
- « La Fine de Ratte » (< 30 mm), idéale pour rissoler,
- « La Ratte du Touquet Classique » (20 - 120 g), adaptée aux cuissons vapeur et à l'eau,
- « La Ratte du Touquet Gourmande » (> 120 g), recommandée pour la réalisation des purées.